# Tell-Star
Tell-Star war eine Quizsendung des Schweizer Fernsehens. Sie lief von 1980 bis 1991 und wurde von Bernard Thurnheer moderiert. Produzent der Sendung war Marco Stöcklin.
Tell-Star wurde zuerst wöchentlich und ab 1981 alle zwei Wochen jeweils am Montag um 20 Uhr ausgestrahlt. Die erste von insgesamt 250 Sendungen lief am 7. Januar 1980, die letzte am 23. Dezember 1991. Die Sendung erzielte hohe Einschaltquoten. 1992 folgte als Ersatz die Sendung Benissimo eine Unterhaltungs- und Lotterieshow. Sie war die erfolgreichste regelmässige Unterhaltungssendung des Schweizer Fernsehens. Der Moderator war ebenfalls Bernard Thurnheer.
In der Show traten Kandidaten in drei Runden gegeneinander an. In der ersten Runde wurden Fragen zu aktuellen Themen gestellt, in der zweiten mussten Umfrage-Ergebnisse erraten werden und in der dritten mussten Fragen zu einem Spezialgebiet des jeweiligen Kandidaten beantwortet werden. Als Jury fungierten zuerst Marco Stöcklin und Hannes Bichsel, später Roger Cahn. Zum Jahresende traten die Sieger in einer Finalsendung gegeneinander an. In der Frühphase behandelten die Fragen vorwiegend Schweizer Themen, später wurde der Fragenkatalog international ausgeweitet. Die Nachfolge als Montagabendquiz trat Risiko an.